# 武藤雄樹
武藤 雄樹（むとう ゆうき、1988年11月7日 - ）は、神奈川県座間市出身のプロサッカー選手。Jリーグ・SC相模原所属。ポジションはフォワード、ミッドフィールダー。元日本代表。

## プロ入り前
流通経済大学1年の時にJFLで15得点を獲得してJFLの得点ランキングで5位となった。また4年の時には主将として関東大学リーグで得点ランキングで2位となり、ベストイレブンとベストヒーロー賞を獲得した。

## プロ入り後

### ベガルタ仙台
2011年にベガルタ仙台に入団。2011年10月8日の第91回天皇杯の2回戦ソニー仙台FC戦で決勝点となるペナルティキックを決めてプロ初得点を決めたのに続いて、翌週の10月15日のJ1リーグのアビスパ福岡戦でリーグ戦初得点を決めた。

### 浦和レッズ
2014年12月12日、浦和レッズへ完全移籍することが発表された。4月19日、第6節の横浜F・マリノス戦で移籍後初ゴールを決めると、2シャドーの一角としてレギュラーに定着した。
2015年6月3日の柏レイソル戦で、公式戦4試合連続ゴールを記録。浦和では福田正博、エメルソン、田中達也、ワシントンに並ぶ記録となった。6月20日のヴィッセル神戸戦で梅崎司の先制点をアシストし、1stステージ優勝に貢献した。8月22日の古巣のベガルタ仙台戦でプロでは自身初となるシーズン二桁得点を達成した。また最終的にスコアを13得点まで伸ばし、チーム内得点王となった。
2016年には背番号「9」を背負う。4月24日、1stステージ第8節の川崎フロンターレ戦で1得点をきめてチームは首位に浮上した。10月29日、2ndステージ第16節のジュビロ磐田戦では先制点を決めて2ndステージ優勝に貢献した。
2017年4月7日、第6節のベガルタ仙台戦では古巣相手に得点を決めた。

### 柏レイソル
2021年7月12日、柏レイソルへの完全移籍が発表された。同年8月9日、J1リーグ第23節・ヴィッセル神戸戦で移籍後初出場した。
2022年6月18日、J1リーグ第17節・ヴィッセル神戸戦で移籍後初得点を記録した。同年7月10日、J1リーグ第21節・サガン鳥栖戦で決勝点を決めて勝利に貢献し、史上98人目のJ1通算50得点を記録した。 33歳8カ月3日での到達は日本選手で7番目の年長到達となった。

### SC相模原
2024年8月2日、地元のSC相模原に完全移籍。

## 代表経歴
2015年7月23日、EAFF東アジアカップ2015に出場する日本代表メンバーに初選出された。8月2日の北朝鮮戦で代表初出場を果たし、初得点も決めた。この大会で得点王に輝いた。

## エピソード
- ロメロ・フランク、白井裕人は大学の同期。また1年先輩に浦和でチームメイトになる宇賀神友弥がいた[9]。
- 仙台時代、2014年5月7日に行われたヴィッセル神戸戦後、チームメイトのダニー・ヴコヴィッチとTwitter上で寿司を巡る可笑しなやりとりを交わした。これがネット上で話題を呼び「武藤と言えば寿司」というイメージが作られた。2018年8月には「がってん寿司」を経営するアール・ディー・シーとスポンサー契約を締結したことをTwitter上で報告した[10]。以降、武藤が得点を決めた際は「がってん寿司」のロゴマークを模したポーズを決めることが恒例となっている。
- 同じ武藤繋がりでプロレスラー武藤敬司と親交を持つようになり、武藤雄樹の活躍を知った武藤敬司から2015年の1stステージで無敗優勝を決めたらプロレスLOVEポーズを公認すると宣言された。その期待に応えるように浦和レッズは無敗優勝を決め、上記の「がってん寿司」と契約するまでゴールを決めた時は、プロレスLOVEポーズを披露していた。

## 所属クラブ
- FCシリウス
- FC湘南ジュニアユース
- 武相高等学校
- 流通経済大学
  - 2010年7月 - 2010年8月 流通経済大学FC
- 2011年 - 2014年  ベガルタ仙台
- 2015年 - 2021年7月  浦和レッズ
- 2021年7月 - 2024年8月  柏レイソル
- 2024年8月 -  SC相模原

## 個人成績
| 国内大会個人成績 | 国内大会個人成績 | 国内大会個人成績 | 国内大会個人成績 | 国内大会個人成績 | 国内大会個人成績 | 国内大会個人成績 | 国内大会個人成績 | 国内大会個人成績 | 国内大会個人成績 | 国内大会個人成績 | 国内大会個人成績 |
| 年度             | クラブ           | 背番号           | リーグ           | リーグ戦         | リーグ戦         | リーグ杯         | リーグ杯         | オープン杯       | オープン杯       | 期間通算         | 期間通算         |
| 年度             | クラブ           | 背番号           | リーグ           | 出場             | 得点             | 出場             | 得点             | 出場             | 得点             | 出場             | 得点             |
| 日本             | 日本             | 日本             | 日本             | リーグ戦         | リーグ戦         | リーグ杯         | リーグ杯         | 天皇杯           | 天皇杯           | 期間通算         | 期間通算         |
| ---------------- | ---------------- | ---------------- | ---------------- | ---------------- | ---------------- | ---------------- | ---------------- | ---------------- | ---------------- | ---------------- | ---------------- |
| 2007             | 流経大           | -                | JFL              | 21               | 15               | -                | -                | 1                | 0                | 22               | 15               |
| 2008             | 流経大           | 11               | JFL              | 19               | 5                | -                | -                | 2                | 3                | 21               | 8                |
| 2009             | 流経大           | 11               | JFL              | 19               | 9                | -                | -                | 1                | 0                | 20               | 9                |
| 2010             | 流経大FC         | 32               | JFL              | 4                | 2                | -                | -                | -                | -                | 4                | 2                |
| 2010             | 流経大           | 11               | -                | -                | -                | -                | -                | 1                | 0                | 1                | 0                |
| 2011             | 仙台             | 19               | J1               | 5                | 1                | 1                | 0                | 3                | 2                | 9                | 3                |
| 2012             | 仙台             | 19               | J1               | 13               | 1                | 7                | 1                | 1                | 0                | 21               | 2                |
| 2013             | 仙台             | 19               | J1               | 22               | 0                | 1                | 0                | 1                | 0                | 24               | 0                |
| 2014             | 仙台             | 19               | J1               | 30               | 4                | 6                | 1                | 1                | 0                | 37               | 5                |
| 2015             | 浦和             | 19               | J1               | 32               | 13               | 2                | 0                | 4                | 0                | 38               | 13               |
| 2016             | 浦和             | 9                | J1               | 34               | 12               | 5                | 1                | 1                | 0                | 40               | 13               |
| 2017             | 浦和             | 9                | J1               | 31               | 6                | 2                | 1                | 2                | 1                | 35               | 8                |
| 2018             | 浦和             | 9                | J1               | 32               | 7                | 5                | 0                | 6                | 0                | 43               | 7                |
| 2019             | 浦和             | 9                | J1               | 23               | 1                | 2                | 0                | 1                | 0                | 26               | 1                |
| 2020             | 浦和             | 9                | J1               | 28               | 2                | 1                | 0                | -                | -                | 29               | 2                |
| 2021             | 浦和             | 9                | J1               | 16               | 0                | 3                | 0                | 1                | 0                | 20               | 0                |
| 2021             | 柏               | 19               | J1               | 13               | 0                | 0                | 0                | 0                | 0                | 13               | 0                |
| 2022             | 柏               | 9                | J1               | 19               | 7                | 0                | 0                | 2                | 0                | 21               | 7                |
| 2023             | 柏               | 9                | J1               | 19               | 1                | 5                | 1                | 4                | 0                | 28               | 2                |
| 2024             | 柏               | 9                | J1               | 3                | 0                | 3                | 1                | 1                | 0                | 7                | 1                |
| 2024             | 相模原           | 11               | J3               | 10               | 3                | -                | -                | -                | -                | 10               | 3                |
| 2025             | 相模原           | 11               | J3               |                  |                  |                  |                  |                  |                  |                  |                  |
| 通算             | 日本             | 日本             | J1               | 320              | 55               | 43               | 6                | 29               | 3                | 392              | 64               |
| 通算             | 日本             | 日本             | J3               | 10               | 3                | 0                | 0                | 0                | 0                | 10               | 3                |
| 通算             | 日本             | 日本             | JFL              | 63               | 31               | -                | -                | 4                | 3                | 67               | 34               |
| 通算             | 日本             | 日本             | 他               | -                | -                | -                | -                | 1                | 0                | 1                | 0                |
| 総通算           | 総通算           | 総通算           | 総通算           | 393              | 89               | 43               | 6                | 34               | 6                | 470              | 101              |

その他の公式戦
- 2015年
  - スーパーカップ 1試合0得点
  - Jリーグチャンピオンシップ 1試合0得点
- 2016年
  - Jリーグチャンピオンシップ 2試合0得点
- 2017年
  - スーパーカップ 1試合1得点

| 国際大会個人成績 | 国際大会個人成績 | 国際大会個人成績 | 国際大会個人成績 | 国際大会個人成績 | FIFA      | FIFA      |
| 年度             | クラブ           | 背番号           | 出場             | 得点             | 出場      | 得点      |
| AFC              | AFC              | AFC              | ACL              | ACL              | クラブW杯 | クラブW杯 |
| ---------------- | ---------------- | ---------------- | ---------------- | ---------------- | --------- | --------- |
| 2013             | 仙台             | 19               | 5                | 0                | -         | -         |
| 2015             | 浦和             | 19               | 3                | 1                | -         | -         |
| 2016             | 浦和             | 9                | 6                | 3                | -         | -         |
| 2017             | 浦和             | 9                | 12               | 2                | 2         | 0         |
| 2019             | 浦和             | 9                | 9                | 2                | -         | -         |
| 通算             | AFC              | AFC              | 35               | 8                | 2         | 0         |

その他の国際公式戦
- 2017年
  - スルガ銀行チャンピオンシップ 1試合0得点
- Jリーグ初出場 - 2011年9月17日 J1第26節 vsアルビレックス新潟戦 （ユアスタ）
- Jリーグ初得点 - 2011年10月15日 J1第29節 vsアビスパ福岡戦 （レベスタ）

## タイトル

### クラブ
浦和レッズ
- J1リーグ 1stステージ：1回（2015年）
- J1リーグ 2ndステージ：1回（2016年）
- Jリーグカップ：1回（2016年）
- 天皇杯 JFA 全日本サッカー選手権大会：1回（2018年）
- AFCチャンピオンズリーグ：1回（2017年）
- スルガ銀行チャンピオンシップ：1回（2017年）

### 個人
- 関東大学リーグ ベストイレブン、ベストヒーロー賞：1回（2010年）
- J1リーグ優秀選手賞：2回（2015年、2016年）
- J1リーグ月間MVP：1回（2015年6月）
- 東アジアカップ 得点王：1回（2015年）

## 代表歴

### 出場大会
- 関東大学選抜A
  - 2008年- デンソーカップ
  - 2010年- デンソーカップ
- 日本代表
  - 2015年 - EAFF東アジアカップ2015

### 試合数
- 国際Aマッチ 2試合 2得点（2015年）

| 日本代表 | 国際Aマッチ | 国際Aマッチ |
| 年       | 出場        | 得点        |
| -------- | ----------- | ----------- |
| 2015     | 2           | 2           |
| 通算     | 2           | 2           |

### 出場
| No. | 開催日         | 開催都市 | スタジアム   | 対戦相手       | 結果 | 監督                       | 大会                   |
| --- | -------------- | -------- | ------------ | -------------- | ---- | -------------------------- | ---------------------- |
| 1.  | 2015年08月02日 | 武漢     | 武漢体育中心 | 北朝鮮         | ●1-2 | ヴァイッド・ハリルホジッチ | EAFF東アジアカップ2015 |
| 2.  | 2015年08月09日 | 武漢     | 武漢体育中心 | 中華人民共和国 | △1-1 | ヴァイッド・ハリルホジッチ | EAFF東アジアカップ2015 |

### ゴール
| #  | 開催年月日   | 開催地 | スタジアム   | 対戦国                 | 勝敗 | 試合概要               |
| -- | ------------ | ------ | ------------ | ---------------------- | ---- | ---------------------- |
| 1. | 2015年8月2日 | 武漢   | 武漢体育中心 | 朝鮮民主主義人民共和国 | ●1-2 | EAFF東アジアカップ2015 |
| 2. | 2015年8月9日 | 武漢   | 武漢体育中心 | 中国                   | △1-1 | EAFF東アジアカップ2015 |